# Contea di Harrison (Texas)
La contea di Harrison in inglese Harrison County è una contea dello Stato del Texas, negli Stati Uniti. La popolazione al censimento del 2010 era di 65 631 abitanti. Il capoluogo di contea è Marshall. La contea è stata creata nel 1839 ed organizzata nel 1842. Il suo nome deriva da Jonas Harrison, un avvocato e rivoluzionario texano.

## Geografia fisica
| Anno | Popolazione | ±%     |
| ---- | ----------- | ------ |
| 1850 | 11,822      |        |
| 1860 | 15,001      | 26.9%  |
| 1870 | 13,241      | −11.7% |
| 1880 | 25,177      | 90.1%  |
| 1890 | 26,721      | 6.1%   |
| 1900 | 31,878      | 19.3%  |
| 1910 | 37,243      | 16.8%  |
| 1920 | 43,565      | 17.0%  |
| 1930 | 48,937      | 12.3%  |
| 1940 | 50,900      | 4.0%   |
| 1950 | 47,745      | −6.2%  |
| 1960 | 45,594      | −4.5%  |
| 1970 | 44,841      | −1.7%  |
| 1980 | 52,265      | 16.6%  |
| 1990 | 57,483      | 10.0%  |
| 2000 | 62,110      | 8.0%   |
| 2010 | 65,631      | 5.7%   |

Secondo l'Ufficio del censimento degli Stati Uniti d'America la contea ha un'area totale di 916 miglia quadrate (2370 km²), di cui 900 miglia quadrate (2300 km²) sono terra, mentre 16 miglia quadrate (41 km², corrispondenti all'1,7% del territorio) sono costituiti dall'acqua.

### Strade principali
- Interstate 20
- U.S. Highway 59
- Interstate 369 (in costruzione)
- U.S. Highway 80
- State Highway 43
- State Highway 49
- State Highway 154
- Farm to Market Road 134
- Farm to Market Road 2208

### Contee adiacenti
- Marion County (nord)
- Caddo Parish (est)
- Panola County (sud)
- Rusk County (sud-ovest)
- Gregg County (ovest)
- Upshur County (nord-ovest)

### Aree protette
- Caddo Lake National Wildlife Refuge

## Educazione
Di seguito sono elencati i distretti scolastici presenti nella contea di Harrison:
- Elysian Fields ISD (parzialmente a Panola County)
- Hallsville ISD
- Harleton ISD
- Karnack ISD
- New Diana ISD (presente soprattutto a Upshur County)
- Ore City ISD (soprattutto a Upshur County, in piccola parte a Marion County)
- Longview ISD (soprattutto a Gregg County)
- Marshall ISD
- Waskom ISD